# Forschungsdesign
Das Forschungsdesign (auch Untersuchungsdesign, Untersuchungsplan, Versuchsplan oder Versuchsanordnung) ist auf Arbeitsgebieten, die es mit Versuchspersonen oder anderen lebenden Subjekten zu tun haben, die Grundlage jeder wissenschaftlichen Untersuchung. Es ist daher vor allem wichtig in Sozialwissenschaften, Psychologie, Biologie und Medizin. Es beschreibt, wie die empirische Fragestellung untersucht werden soll, und legt fest, welche Indikatoren wann, wie oft, wo und wie an welchen Objekten (Grundgesamtheit, Stichprobe) erfasst werden sollen. Das aufgestellte Forschungsdesign ist entscheidend für die Aussagekraft der Untersuchungsergebnisse.

## Untersuchungsansätze
Es gibt grundsätzlich zwei Untersuchungsansätze:
- korrelative Studien  (Beobachtungsstudien)

Die Struktur der Beziehungen der relevanten Variablen werden gesucht und quantitativ-systematisch analysiert
- experimentelle Studien (Interventionsstudien)

Baut auf entsprechendem Wissen über die relevanten Variablen auf und untersucht die Art der Beziehung zwischen den vermuteten Prädiktoren (unabhängige Variable) und den entsprechenden Kriterien (abhängige Variable).
Vergleichbare Überlegungen und Planungen sind auch für manche Experimente in Naturwissenschaften, Technik und anderen Gebieten notwendig. Die im Folgenden beschriebenen Begriffe beziehen sich jedoch im Wesentlichen auf die Sozialwissenschaften.

## Korrelative Studien

### Korrelationsstudie
Wird verwendet, wenn keine Trennung in abhängige und unabhängige Variablen möglich ist beziehungsweise die Kausalität nicht eindeutig ist.

### Ex-post-facto-Designs
Ex-post-facto-Anordnungen kommen zum Einsatz, wenn weder die Anforderung für experimentelle noch jene für quasi-experimentelle Untersuchungen erfüllt sind. Sowohl unabhängige als auch abhängige Variablen werden gemessen und Störvariablen können nicht kontrolliert werden. Aus diesem Grund ermöglichen Ex-post-facto-Designs nur korrelative Aussagen. Der Vorteil besteht darin, dass mit geringem finanziellen und personellen Aufwand sehr viele Daten – meist in einer Befragung – erhoben werden können. Durch entsprechende Auswahlverfahren werden Generalisierungen möglich. Ex-post-facto-Anordnungen sind die in den Sozialwissenschaften verbreitetste Untersuchungsform. Sie können in Längsschnitt- und Querschnittstudien unterteilt werden. Je nach Fragestellung der Untersuchung bietet sich eine andere Untersuchungsform an.

#### Längsschnittstudien
Bei einer Längsschnittstudie wird dieselbe empirische Studie (gewöhnlich eine Befragung) zu mehreren Zeitpunkten durchgeführt und die Ergebnisse der einzelnen Untersuchungswellen werden miteinander verglichen. Man unterscheidet Trendstudien (auch: replikativer Survey), Panelstudien und Kohortenstudien.
- Panel-Untersuchung, Panelforschung, eine Sonderform der Längsschnittstudien, bei denen gleiche Personen über einen Zeitraum erfasst werden. Beispiel: Das Sozio-oekonomische Panel (SOEP)
- Trendstudien unterscheiden sich von Panel-Untersuchungen dadurch, dass in jeder Erhebungswelle unterschiedliche Personen befragt werden. Diese werden jedoch immer nach den gleichen Kriterien ausgewählt. Beispiel: ALLBUS
- Kohortenstudie: Hier werden Personen bestimmter Altersklassen (Jahrgänge) erfasst. In den Sozialwissenschaften sind Kohorten Bevölkerungsgruppen, die durch ein zeitlich gemeinsames, längerfristig prägendes Startereignis definiert werden. Die verschiedenen Personen werden zu verschiedenen Zeitpunkten überprüft.

#### Querschnittstudien
Hauptartikel: Querschnittstudie
Querschnitt (empirische Forschung), bei denen zum gleichen Zeitpunkt unterschiedliche Personen untersucht werden. In der empirischen Forschung spricht man von einem Querschnitt bzw. von einer Querschnitt(s)studie oder Querschnittsdesign, wenn eine empirische Untersuchung (z. B. Befragung, Inhaltsanalyse) einmalig durchgeführt wird.

### Vorexperimentelle Versuchsanordnung
Die einmalige Behandlung einer Gruppe und deren „Effekt“-Messung bezeichnet man als vorexperimentelle Versuchsanordnung „one-shot-case-study“. Diese Form des Forschungsdesigns ist jedoch kritisch zu sehen, da präexperimentelle Ausprägungen der abhängigen Variablen und weitere Einflussgrößen (unabhängige Variablen) unkontrolliert bleiben und Alternativerklärungen nicht ausgeschlossen werden können.

## Experimentelle Designs
Um ein Experiment handelt es sich nur dann, wenn
1. eine Unterscheidung von unabhängigen (uV) und abhängigen Variablen (aV) möglich ist,
2. die uV der aV stets vorausgeht und
3. die Daten von wenigstens zwei Probandengruppen oder zwei Bedingungen innerhalb einer Gruppe verglichen werden.[3]

Experimentelle Forschungsdesigns prüfen eine Hypothese, indem sie die unabhängige Variable gezielt manipulieren und den Einfluss von Störvariablen durch Konstanthaltung der Versuchsbedingungen, Elimination, Randomisierung oder Parallelisierung kontrollieren. Man unterscheidet zwei Arten von Experimenten: Labor- und Feldexperiment. Der Vorteil von Laborexperimenten ist, dass die Versuchsbedingungen in hohem Maße kontrolliert werden können, was eine hohe interne Validität sicherstellt. Dagegen haben Feldexperimente oft den Vorteil, dass sie aufgrund der natürlichen Umgebung, in der sie durchgeführt werden, eine hohe externe Validität aufweisen.
Experimente werden vor allem in der Psychologie und der Kommunikationswissenschaft angewandt, in den übrigen Sozialwissenschaften in geringerem Umfang; jedoch gewinnen sie in den Wirtschaftswissenschaften zunehmend an Bedeutung.

### Quasi-experimentelle Designs
Anders als bei Experimenten erfolgt die Zuweisung der Versuchspersonen zu den Experimental- und Kontrollgruppen in Untersuchungen mit quasi-experimentellem Versuchsplan nicht durch Randomisierung oder Parallelisierung, sondern aufgrund vorhandener Eigenschaften der Versuchsobjekte, wie Alter, Geschlecht, Raucher/Nichtraucher, Mitgliedschaft in einer Gruppe usw. Zum Beispiel fragte die Kultivierungsforschung nach Einstellungsunterschieden beim Fernsehkonsum; Personen mit hohem Fernsehkonsum wurden der Experimentalgruppe, Personen mit geringem Fernsehkonsum der Kontrollgruppe zugeordnet. Im sogenannten „natürlichen Experiment“ erfolgt die Zuordnung aufgrund von natürlichen, nicht kontrollierten Ereignissen wie der Einführung eines neuen Schultyps oder der Verbreitung eines neuen Mediums. Quasi-experimentelle Untersuchungen ermöglichen keinen Rückschluss auf kausale Zusammenhänge, da nicht feststellbar ist, ob die unabhängige Variable die abhängige bedingt oder umgekehrt und ob beide Ereignisse konfundiert sind.

### Vergleich: Randomisiertes Experiment und Quasiexperiment
Randomisierte Experimente sind insbesondere durch eine zufällige (randomisierte) Verteilung der Versuchspersonen auf die Experimental- und die Kontrollgruppen gekennzeichnet. Bei Quasi-Experimenten bestimmen bereits vorhandene Eigenschaften der Versuchspersonen (z. B. der tägliche Fernsehkonsum), ob sie zur Experimental- oder Kontrollgruppe gezählt werden. Den Versuchsplan echter Experimente nennt man experimentelles Design, den Versuchsplan von Quasi-Experimenten quasi-experimentelles Design.
Die möglichen Kombinationen der oben genannten Designs unterscheiden sich entsprechend nachfolgender Tabelle hinsichtlich der internen und der externen Validität (Gütekriterium). Interne Validität liegt vor, wenn die Veränderung der abhängigen Variable eindeutig auf die Variation der unabhängigen Variable zurückgeführt werden kann (keine Alternativerklärung). Externe Validität liegt vor, wenn das Ergebnis in der Stichprobe auf andere Personen, Situationen und Zeitpunkte generalisiert werden kann.

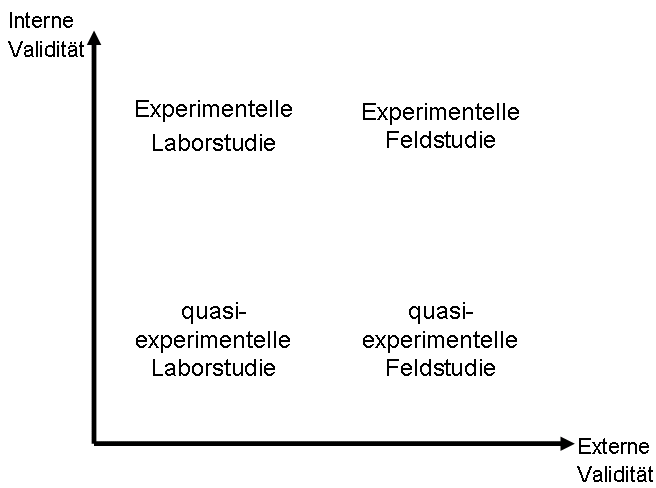
Interne und Externe Validität bei Experiment und Quasi-Experiment

Externe Validität
Die externe Validität – auch Allgemeingültigkeit, Verallgemeinerungsfähigkeit oder ökologische Validität (vgl. Ökologischer Fehlschluss) – bezeichnet die Übereinstimmung von tatsächlichem und intendiertem Untersuchungsgegenstand. Grundidee ist hier die Frage nach der Generalisierbarkeit (Induktion).
Regelmäßig führt man zuerst Studien an kleinen und leicht zu erreichenden Gesamtheiten durch, etwa seinen Studenten oder Patienten. Eine fälschliche Generalisierung bedeutet z. B.: Obgleich man durch viele Beispiele von gravierenden Irrtümern gewarnt sein sollte, geschieht es doch immer noch sehr schnell und gerne, dass für die so gewonnenen Ergebnisse eine Allgemeingültigkeit in Anspruch genommen wird, die häufig illusorisch ist.
Ärzte beispielsweise überschätzen häufig die Schwere und die Häufigkeit von Krankheiten und Komplikationen, weil sie nur diese Fälle zu sehen bekommen; Psychiater unterschätzen genauso regelmäßig den Einfluss von psychiatrischer Hospitalisierung und Komorbiditäten, weil sie sich daran gewöhnt haben.
Das korrekte Vorgehen ist also, nach einer solchen explorativen Studie eine repräsentative durchzuführen; freilich ist dies in jedem Falle aufwändig und bisweilen auch sehr schwierig.
Stichprobenbias bezeichnet die Abweichung einer konkreten Stichprobe von dem Ideal einer streng zufälligen Auswahl aus der richtigen Grundgesamtheit.
Interne Validität
Ein Experiment besitzt dann eine hohe interne Validität (oder Ceteris-Paribus-Distributionibus-Validität), wenn Veränderungen im Verhalten der Versuchsperson (abhängige Variable) eindeutig auf die bewusste Veränderung der unabhängigen Variable (Treatment) zurückzuführen sind. Um dies zu gewährleisten, müssen Störvariablen kontrolliert bzw. durch verschiedene Methoden, wie Elimination, Randomisierung, Konstanthaltung und Parallelisierung ausgeschaltet werden.
|       | randomisiert                                       | quasi-experimentell                                   |
| ----- | -------------------------------------------------- | ----------------------------------------------------- |
| Feld  | interne Validität hoch / externe Validität hoch    | interne Validität niedrig / externe Validität hoch    |
| Labor | interne Validität hoch / externe Validität niedrig | interne Validität niedrig / externe Validität niedrig |

### Feldexperiment
Im Gegensatz zum Laborexperiment findet das Feldexperiment nicht in einem dedizierten Untersuchungsraum oder Labor, sondern im natürlichen Umfeld statt. In Feldexperimenten mit Menschen sind die Versuchsteilnehmer nicht darüber informiert, dass sie an einer Studie teilnehmen, was sicherstellt, dass ihr Verhalten möglichst authentisch und spontan ist.
Im Rahmen des Feldexperiments werden sämtliche verfügbaren Kontrolltechniken angewendet. Allerdings ergeben sich aufgrund der experimentellen Durchführung im natürlichen "Feld" Einflussmöglichkeiten auf den Experimentverlauf, die der Versuchsleiter entweder nicht abwehren kann oder bewusst in Kauf nimmt – beispielsweise im Kontext der Übertragung von im Labor erprobten Sachverhalten auf die "natürlichen Bedingungen", die er studieren möchte. Besonders sozialpsychologische Aspekte des Experiments kommen im Feldexperiment zum Tragen, und obwohl diese den Anspruch, Kausalitäten aufzudecken, möglicherweise beeinträchtigen können, tragen sie gleichzeitig zur ökologischen Validität der experimentellen Ergebnisse bei.

### Laborexperiment
Ein Laborexperiment bezieht sich auf eine vom Menschen geschaffene Versuchsanordnung, die oft Teil einer Laborstudie ist. Im Gegensatz zu einem Feldexperiment, bei dem der Experimentator lediglich als Beobachter fungiert, kann der Experimentator bei einem Laborexperiment aktiv in den Versuch eingreifen.
Die Versuchsanordnung bildet einen abgegrenzten Ausschnitt aus der Natur ab, der isoliert betrachtet wird. Dieser Laborausschnitt wird als "System" bezeichnet, während der übrige Teil der Natur als "Umgebung" definiert wird. Die Grenze zwischen dem System und der Umgebung wird als Systemgrenze bezeichnet. Ein bekanntes Beispiel hierfür ist das thermodynamische System.
In einem Laborexperiment werden kausale Zusammenhänge untersucht, insbesondere wie sich das System (intern) durch äußere Einflüsse über die Systemgrenze hinweg verändert.
Es ist erforderlich, ein Laborexperiment sorgfältig zu dokumentieren, in der Regel durch die Erstellung eines Versuchsprotokolls.